# Polymer Factory Sweden
Polymer Factory Sweden AB är ett svenskt företag som arbetar med nanoteknologi, som grundades 2006 baserat på forskning på Kungliga Tekniska högskolan i Stockholm om dendritceller. Det utvecklar polymera material för användning i behandlingar för cancer och neurologiska sjukdomar. Företaget säljer också kalibreringsteknik för bland annat livsmedelstestning.
Polymer Factory noterades i april 2021 på Spotlight Stock Market, men bytte i juni 2024 till en notering på Nordic Growth Market.